# Batang Sari
Batang Sari is een bestuurslaag in het regentschap Indragiri Hilir van de provincie Riau, Indonesië. Batang Sari telt 984 inwoners (volkstelling 2010).